# 진성초등학교 (경남)
진성초등학교(晉城初等學校)는 대한민국 경상남도 진주시에 있는 공립 초등학교이다.

## 학교 연혁
- 1933년 4월 30일 진성공립보통학교(4년제) 개교
- 1938년 4월 1일 진성공립심상소학교 개칭
- 1941년 4월 1일 진성공립국민학교 개칭
- 1942년 4월 30일 6년제 인가
- 1949년 4월 1일 하촌국민학교 분리
- 1962년 3월 1일 대온국민학교 분리
- 1981년 3월 1일 병설유치원 개원
- 1993.03.01 하촌교 분교장으로 격하
- 1994.09.01 대온교 분교장으로 격하
- 1995.03.01 대온분교장 본교로 통폐합
- 1995.09.30 급식소 신축
- 1996.03.01 하촌분교장 본교로 통폐합
- 2005.09.15 도서관 개관
- 2017.02.17 제80회 졸업 (총4,271명)
- 2018.02.13 제81회 졸업 (총4,275명)

## 참고 자료
- 진성초등학교 - 한국교육학술정보원 학교알리미